# دورة حوض وادي النيل لكرة القدم
دورة حوض وادي النيل هي بطولة في كرة القدم تجمع منتخبات دول حوض النيل لزيادة الترابط السياسي بين هذه الدول. تهدف البطولة لتقريب وجهات النظر بين هذه الدول ولتعميق وتقوية العلاقات بين شعوبها بحسب حسن صقر رئيس المجلس القومى للرياضة المصري. ومن المقرر أن تقام هذه البطولة سنويا على أن تستضيفها مصر سواء في القاهرة أو أي من المدن الساحلية المصرية مع تثبيت توقيت الدورة لإعطاء الفرصة لمشاركة أكبر عدد ممكن من منتخبات دول حوض نهر النيل.
أستضافت مدينتا القاهرة والإسماعيلية المصريتان النسخة الأولى من هذه البطولة الوليدة في يناير 2011 والتي حصد المنتخب المصري لقبها عقب فوزه على نظيره الأوغندي بنتيجة ثلاثة أهداف لهدف.
وكانت دول أثيوبيا وإرتريا ورواندا قد اعتذرت عن عدم المشاركة في النسخة الأولى من البطولة.
وقد شابت هذه النسخة بعض التخبط التنظيمي حيث نُقلت أكثر من مباراة من الملاعب المعلن عنها مسبقا إلى ملاعب أخرى أثناء فاعليات البطولة.

## النتائج
| العام | البلد المضيف |       | البطل | النتيجة  | المركز الثاني                 | المركز الثالث | النتيجة | المركز الرابع |
| ----- | ------------ | ----- | ----- | -------- | ----------------------------- | ------------- | ------- | ------------- |
| 2011  | مصر          | · مصر | 1-3   | · أوغندا | · جمهورية الكونغو الديمقراطية | 0-1           | · كينيا |               |